# São Paulo Challenger de Tênis 2014
Il São Paulo Challenger de Tênis 2014 è stato un torneo di tennis facente parte della categoria ATP Challenger Tour nell'ambito dell'ATP Challenger Tour 2014. È stata la a edizione del torneo che si è giocato a San Paolo in Brasile dal 14 al 20 aprile 2014 su campi in terra rossa e aveva un montepremi di $40,000+H.

## Partecipanti singolare

### Teste di serie
| Nazionalità | Giocatore              | Ranking | Testa di serie |
| ----------- | ---------------------- | ------- | -------------- |
| Slovenia    | Blaž Rola              | 119     | 1              |
| Argentina   | Guido Pella            | 125     | 2              |
| Argentina   | Horacio Zeballos       | 126     | 3              |
| Argentina   | Diego Schwartzman      | 128     | 4              |
| Brasile     | João Souza             | 140     | 5              |
| Brasile     | Rogério Dutra da Silva | 155     | 6              |
| Argentina   | Máximo González        | 158     | 7              |
| Portogallo  | Gastão Elias           | 170     | 8              |

### Altri partecipanti
Giocatori che hanno ricevuto una wild card:
- Bruno Sant'anna
- Flávio Saretta
- Pedro Sakamoto
- Tiago Fernandes

Giocatori che sono passati dalle qualificazioni:
- Guillermo Durán
- Gabriel Alejandro Hidalgo
- Sherif Sabry
- Nikola Ćirić

## Partecipanti doppio

### Teste di serie
| Nazionalità | Giocatore       | Nazionalità | Giocatore        | Ranking | Testa di serie |
| ----------- | --------------- | ----------- | ---------------- | ------- | -------------- |
| Uruguay     | Ariel Behar     | Argentina   | Horacio Zeballos | 248     | 1              |
| Brasile     | Andre Sá        | Brasile     | João Souza       | 249     | 2              |
| Argentina   | Máximo González | Argentina   | Andrés Molteni   | 289     | 3              |
| Venezuela   | Roberto Maytín  | Brasile     | Fernando Romboli | 369     | 4              |

### Altri partecipanti
Coppie che hanno ricevuto una wild card:
- Felipe Carvalho /  Renato Lima
- Pedro Sakamoto /  Joao Pedro Sorgi
- André Ghem /  Flávio Saretta

## Vincitori

### Singolare
Rogério Dutra da Silva ha battuto in finale  Blaž Rola con il punteggio di 6–4, 6–2

### Doppio
Guido Pella /  Diego Schwartzman hanno battuto in finale  Máximo González /  Andrés Molteni con il punteggio di 1–6, 6–3, [10–4]